# Walter Bogaerts
Walter Bogaerts est un footballeur international belge, né le 18 août 1938 à Lierre (Belgique) et mort le 7 décembre 2020.

## Biographie
Natif de Lierre, Walter Bogaerts débute en 1955 au K Lierse SK. Il y évolue comme défenseur et en devient l'un des joueurs emblématiques dans les années 1960. Il remporte avec les Jaune et Noir, le Championnat de Belgique en 1960 et la Coupe de Belgique en 1969.
Il termine sa carrière en 1970-1971 au KRC Malines, en Division 2.

## Palmarès
- Champion de Belgique en 1960 avec le K Lierse SK
- 374 matchs et 2 buts marqués en Division 1[4].
- Vainqueur de la Coupe de Belgique en 1969 avec le K Lierse SK